# Geschichte Taiwans
Die Geschichte Taiwans umfasst die Entwicklungen der Insel Taiwan von der  Urgeschichte bis zur Gegenwart.

## Frühe Geschichte

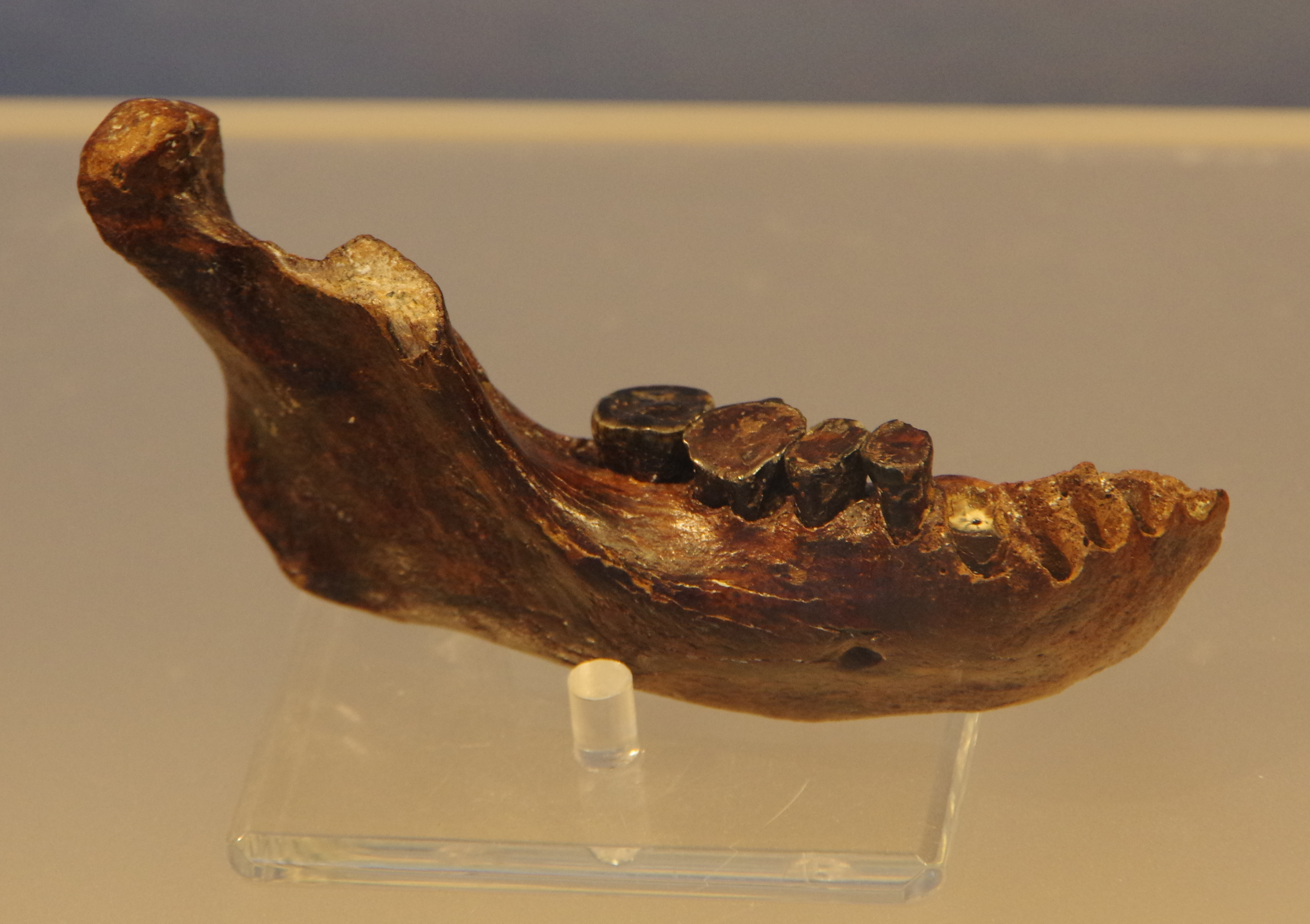
Penghu 1 (heute im Nationalmuseum für Naturwissenschaften in Taichung)

Ungefährer Küstenverlauf im Pleistozän

Taiwan entstand vor etwa fünf Millionen Jahren als Folge der Kollision der Eurasischen mit der Philippinischen Platte. Während der letzten Kaltzeit (110.000 bis ca. 10.000 Jahre vor heute) im Jungpleistozän lag der Meeresspiegel zeitweilig deutlich mehr als 100 Meter unter dem heutigen Niveau, so dass die Insel eine Landverbindung zum asiatischen Hauptkontinent hatte. Über diese Landbrücke erreichten vor ungefähr 20.000 Jahren die ersten anatomisch modernen Menschen (Homo sapiens) Taiwan. Auch andere Hominini lebten möglicherweise im Jungpleistozän auf der Insel. 2015 wurde ein menschlicher Unterkieferknochen wissenschaftlich beschrieben, der in der Nähe der Insel Penghu gefunden worden war. Dieses Fossil, Penghu 1, wurde bislang nur ungenau datiert – es soll 10.000 bis 190.000 Jahre alt sein – und könnte demnach entweder zu Homo sapiens oder zu Homo erectus gehören. 1972 wurden im Bezirk Zuozhen (左鎮區) von Tainan menschliche Knochenfragmente gefunden, die auf ein Alter von 20.000 bis 30.000 Jahren datiert wurden.

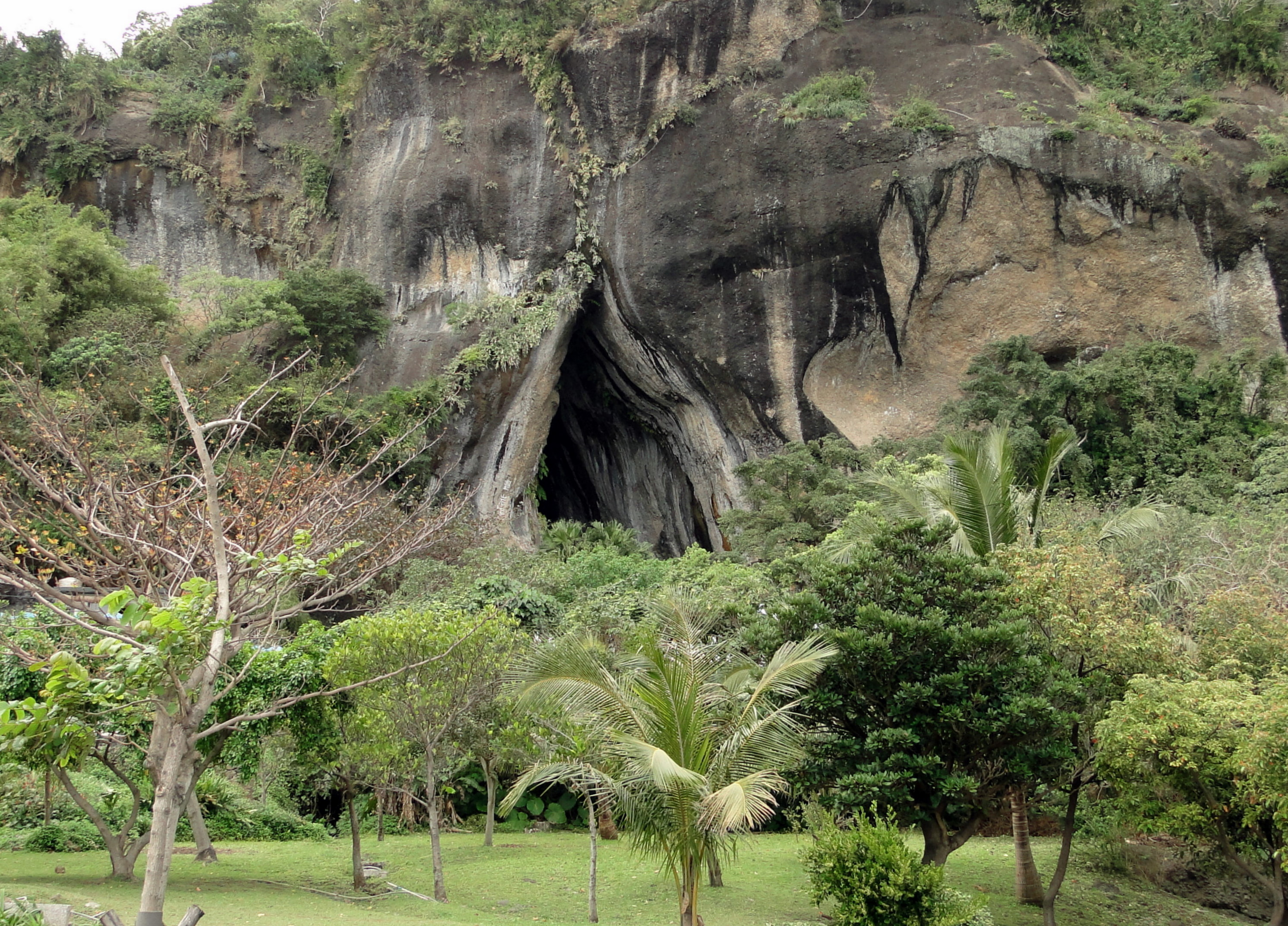
Baxiandong: Höhlen von Changbin

Die ältesten menschlichen Artefakte wurden in Höhlen an der Ostküste gefunden. Von besonderer Bedeutung ist der Fundort Baxiandong (八仙洞遺址) in der Landgemeinde Changbin. Die dort entdeckten Artefakte sind etwa bis 10.000 Jahre alt. Die zugehörige Kultur wird auch als „Changbin-Kultur“ (長濱文化) bezeichnet. Daraus entstand später die Dabenkeng-Kultur. Vermutlich stammten sie aus Südostasien, vielleicht die in Vietnam nachgewiesene Hòa-Bình-Kultur, die sich entlang der chinesischen Küste ausbreitete.

### Das Neolithikum

Geografische Lage neolithischer Kulturen in China

Die Jungsteinzeit war durch Ackerbau und eine Megalithkultur gekennzeichnet, die Menhire aufstellte und Gräber aus Steinkisten herstellte.
Diese Menschen stammten ursprünglich aus der nördlicher gelegenen Liangzhu-Kultur bzw. Hemudu-Kultur, die etwa vom 7. bis zum 2. Jahrtausend in der Provinz Zhejiang nachweisbar ist und neolithisch als besonders fortschrittlich gilt, obwohl man keinerlei Spuren von Schrift entdeckte. Ihre Wirtschaft beruhte auf Reis sowie auf Schweinen und Hunden als Nahrungsressourcen. Besonders ihre intensive Hundezucht hinterließ deutliche Spuren im gesamten Pazifikraum sowie dem indigenen Amerika.
Heute ist diese Linie A2 in China extrem selten geworden und ähnlich wie die austronesische Sprache vom Festland verschwunden, was auf Vermischung schließen lässt.
Der basale Urahn für die gesamte A2-Linie (in der Studie noch A1b genannt) ist ein rund 7000 Jahre alter Hund der frühesten Hemudu-Kultur, dessen Nachfahren über Taiwan bis zu den Australischen Dingos und den zahlreichen ausgestorbenen Hunden der Polynesier reichen, was die Ausbreitung von Taiwan bis Papua und mit der Lapita-Kultur in die pazifische Inselwelt belegt. Um circa 3250 v. Chr. sind Dingos in Begleitung von Menschen aus Papua nach Australien eingewandert.
Neuere Forschungen gehen davon aus, dass Taiwan die Urheimat der Austronesier war, zu denen die Polynesier gehören. Besonders auffällig ist die sprachliche und genetische Verwandtschaft der Polynesier mit den indigenen Völkern Taiwans. Möglicherweise wurde der Exodus der Vorfahren der Polynesier durch die Einwanderungen vom chinesischen Festland ausgelöst – was chronologisch stimmig wäre.
Doch es gab auch eine Nordausbreitung der nachfolgenden Majiabang-Kultur, die bis zur Tschuktschen-Halbinsel und sogar bis nach Grönland reichte und eine Ausbreitung über die Ryūkyū-Inseln, die Japanische Inselwelt, die russische Insel Sachalin sowie über die Kurilen nach Kamtschatka und mit den Eskimos nach Osten Richtung Nordkanada belegt.
Erste geometrische Figuren sowie Jadebearbeitung und Reisanbau kennzeichnen diese Kultur, die offenbar auch weitreichende Verbindungen zu Kulturen des Gelben Flusses unterhielt. Für China ist sie daher eine der wichtigsten Kulturen, die mit der Eroberung durch die Zhou endete.
Die darauf folgende so genannte „geometrische“ Periode trat auf dem Festland bereits ab ca. 1500 v. Chr., auf Taiwan hingegen erst ab 500 v. Chr. auf. Die „geometrische Kultur“ wurde auf dem Festland um 700 v. Chr. von den von Osten her eindringenden Zhou-Chinesen verdrängt und brachte die Eisenverarbeitung nach Taiwan. In den Jahren von 200 v. Chr. bis ungefähr 200 n. Chr. immigrierten in mehreren Wellen von der Han-Dynastie verdrängte Menschen auf die Insel.
Noch während der ersten Hälfte des 1. Jahrtausends boten die Kulturen auf dem chinesischen Festland und auf den diesem vorgelagerten Inseln ein kulturell und linguistisch ähnliches Bild. Nach der Sinisierung jener Gebiete durch die Han-Dynastie gab es über längere Zeit keine kulturelle Verbindung mehr zwischen Taiwan und China. Die indigenen Völker Taiwans pflegten jedoch Handelsbeziehungen in Richtung Süden, z. B. mit den Philippinen.

## Frühe Kontakte zum chinesischen Kaiserreich
Über die Kontakte Taiwans zum chinesischen Festland vor der Ankunft der Europäer gibt es nur spärliche Quellen. Das Geschichtswerk Sui Shu („Geschichte der Sui-Dynastie“) beschreibt eine chinesische Expedition in ein „Liuqiu“ (琉球) genanntes Inselreich zu Anfang des 7. Jahrhunderts. Manche vermuten in dem genannten Ort Taiwan, doch ist diese Auffassung unter Wissenschaftlern umstritten, da es auch Anhaltspunkte dafür gibt, dass es sich bei „Liuqiu“ um die Ryūkyū-Inseln gehandelt haben könnte.
Während der Song- und der Yuan-Dynastie wurden die westlich von Taiwan gelegenen Pescadoren ins Chinesische Reich integriert und zu einem Teil der Provinz Fujian gemacht.
In dem Anfang des 18. Jahrhunderts erschienenen Werk "臺灣府志 Táiwānfǔ zhì‚ („Beschreibung der Präfektur Taiwan“) wird als erste chinesische Expedition nach Taiwan eine Reise des Admirals Zheng He im 15. Jahrhundert erwähnt, die jedoch ebenfalls nicht zweifelsfrei belegt ist.
Zwar kann davon ausgegangen werden, dass sich im Lauf der Zeit immer wieder chinesische Fischer, Händler oder Seeräuber auf Taiwan aufhielten, die erste große Einwanderungswelle und dauerhafte Besiedlung von China aus erfolgte jedoch erst Anfang des 17. Jahrhunderts unter der Herrschaft der Niederländer.

## Europäische Mächte in Taiwan

Territorialverhältnisse im 17. Jh. (eingezeichnet sind auch die heutigen Verwaltungsgrenzen)

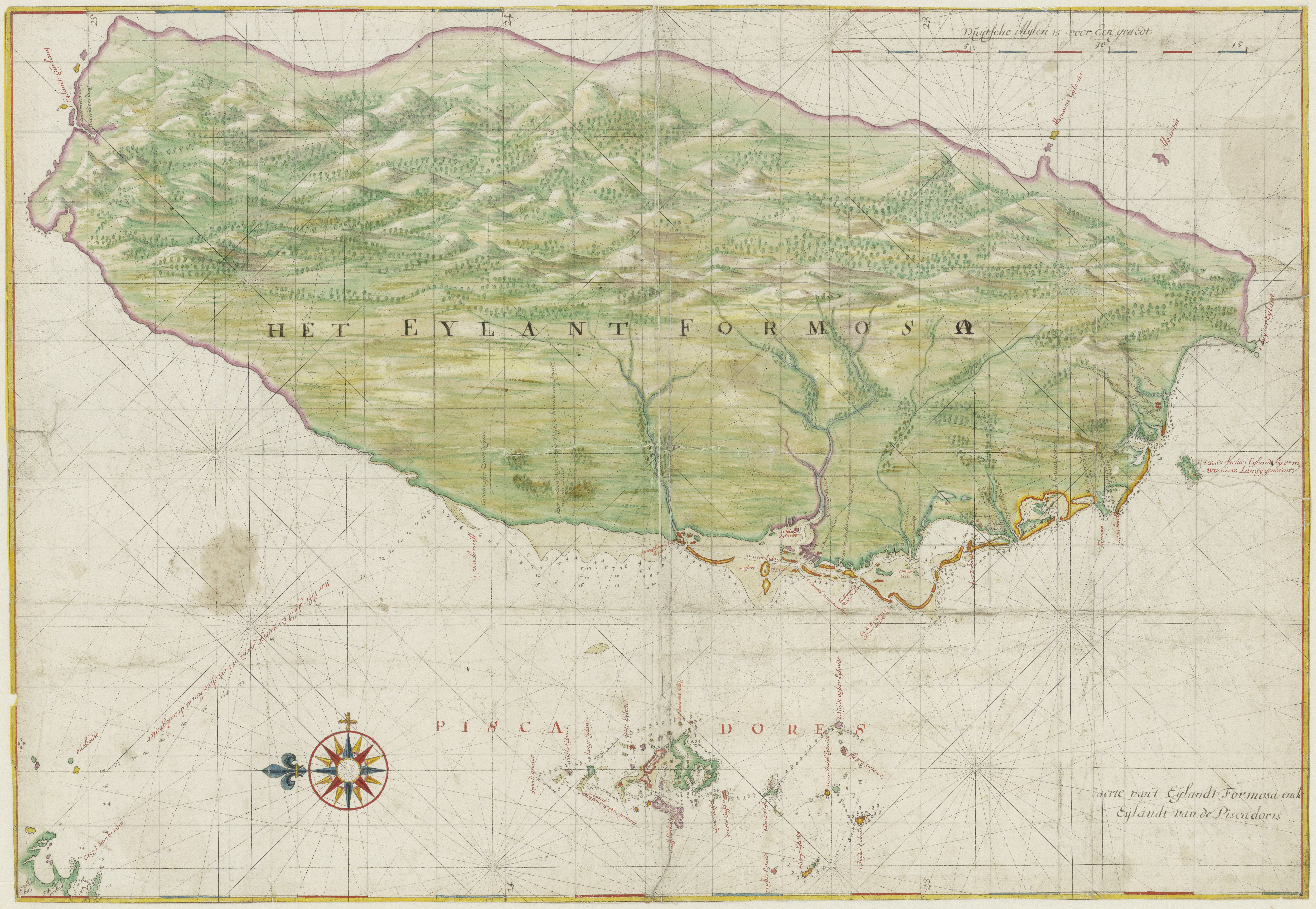
Johannes Vingboons (1616/1617–1670): Karte von Formosa, etwa 1640

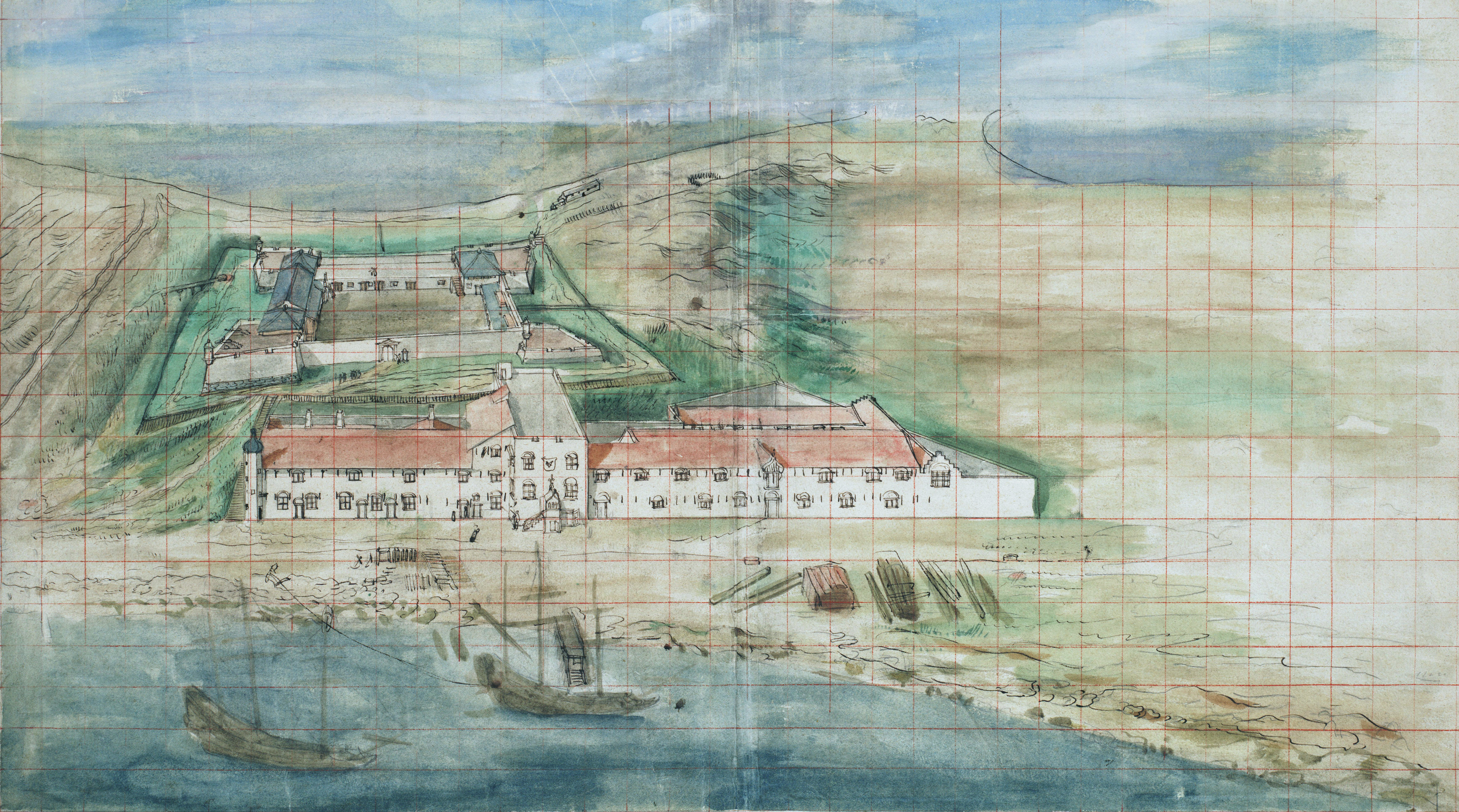
Fort Zeelandia, etwa 1635

Im Jahr 1517 entdeckten die Portugiesen die Insel, welche sie Ilha Formosa tauften – die „Schöne Insel“. 1624 besetzten niederländische Seefahrer und die Niederländische Ostindien-Kompanie den Süden der Insel und machten Tainan zur Hauptstadt. 1626 besetzten Spanier den Norden und gründeten Niederlassungen bei Keelung und Tamsui, wurden aber 1642 von den Niederländern wieder verdrängt.
Der Einfluss der niederländischen Kolonialverwaltung auf die Kultur der indigenen Völker war beträchtlich: Durch die Einsetzung von Häuptlingen in den mehr oder weniger herrschaftsfreien Kulturen wurden die Stammesstrukturen verändert, durch die christliche Missionierung die mythologischen Vorstellungen und traditionellen Lebensformen umgekehrt. Es entstanden neue Verhaltens- und Denknormen, neue Dorf- und Herrschaftsstrukturen. Zwischen 1624 und 1644 gab es weitere Einwanderungswellen von Han.

## Königreich Dongning
Als die Mandschu auf dem chinesischen Festland immer weiter vordrangen und sich das Ende der Ming-Dynastie abzeichnete, floh der Ming-Loyalist Zheng Chenggong 1661 mit 35.000 Soldaten in 400 Dschunken nach Taiwan. Dort hoffte er eine neue Ausgangsbasis für die Rückeroberung Chinas aufbauen zu können. Seine Truppen belagerten 9 Monate lang den holländischen Hauptstützpunkt Fort Zeelandia. Dieser kapitulierte 1662, wodurch die Kolonialzeit der Niederländer in Taiwan beendet wurde. Das anschließend von Zheng und seinen Gefolgsleuten aufgebaute feudale Staatswesen wurde unter der Bezeichnung „Königreich Tungning“ (oder Dongning) bekannt.

## Taiwan während der Qing-Dynastie
Die Ming-Loyalisten wurden jedoch 1682 von der durch die Mandschuren gegründeten Qing-Dynastie unterworfen. Sie stellte die Insel erstmals unter die Kontrolle Festland-Chinas und gab ihr 1684 den Status einer Präfektur der Provinz Fujian. Das am Rand des Kaiserreichs gelegene Taiwan blieb lange Zeit eine wenig beachtete Besitzung an der Peripherie Chinas.
Die durch die Europäer begonnene „Zivilisierung“ der indigenen Völker wurde durch die Chinesen weitergeführt. 1734 wurden 50 Schulen eingerichtet, in denen die Kinder in chinesischer Sprache und Kultur unterrichtet wurden. 1758 wurde ein Gesetz erlassen, das die Bewohner Taiwans zwang, mandschurische Haartrachten und chinesische Kleidung zu tragen und chinesische Namen anzunehmen. Die Han sinisierten vor allem die Volksstämme in den flachen Gebieten der Insel, die als aggressiv geltenden Bergstämme mit ihrer traditionellen Kopfjäger-Kultur blieben unter chinesischer Herrschaft mehr oder weniger unberührt. Unter den Chinesen wurden Buddhismus und Konfuzianismus eingeführt, die das von den Holländern verbreitete Christentum stark verdrängten.
In den letzten Jahrzehnten der Qing-Herrschaft über Taiwan in der zweiten Hälfte des 19. Jahrhunderts geriet die Insel immer mehr in den Fokus europäischer Kolonialmächte und Japans. Die preußische Ostasienexpedition 1859 bis 1862 lotete auch die Möglichkeit aus, Formosa als Kolonie in Besitz zu nehmen, was aber aufgrund mangelnder Ressourcen nicht ernsthaft versucht wurde. Im Jahr 1867 bzw. 1874 kam es zu einer US-amerikanischen bzw. japanischen Strafexpedition auf Formosa, nachdem dortige Eingeborene gestrandete Schiffbrüchige getötet hatten, ohne dass China etwas gegen die Verletzung seines Hoheitsgebietes unternehmen konnte. Während des Chinesisch-Französischen Krieges 1884/1885 landeten französische Marinesoldaten nahe Keelung und besetzten Teile der Insel. Damit verbunden waren Gedankenspiele, die ganze Insel als französische Kolonie zu annektieren. Dazu kam es auch deswegen nicht, weil die französischen Militäroperationen auf Formosa nur begrenzten Erfolg hatten. 1885 erschien die erste Zeitung Taiwans, Tâi-oân-hú-siâⁿ Kàu-hōe-pò, herausgegeben durch den presbyterianischen Missionar Thomas Barclay, und zwar auf Taiwanisch in der Pe̍h-ōe-jī-Umschrift. Sie erscheint bis heute.
Am 19. Januar 1886 wurde Taiwan aus der Provinz Fujian ausgegliedert und erhielt formell den Status einer chinesischen Provinz. Administrativ wurde die Provinz in drei Präfekturen (Taipeh, Taiwan und Tainan) eingeteilt, die wiederum in 11 Landkreise und 6 Distrikte, die direkt der Provinzverwaltung unterstanden, zerfielen.

## Taiwan als japanische Kolonie

Flagge der Republik Formosa

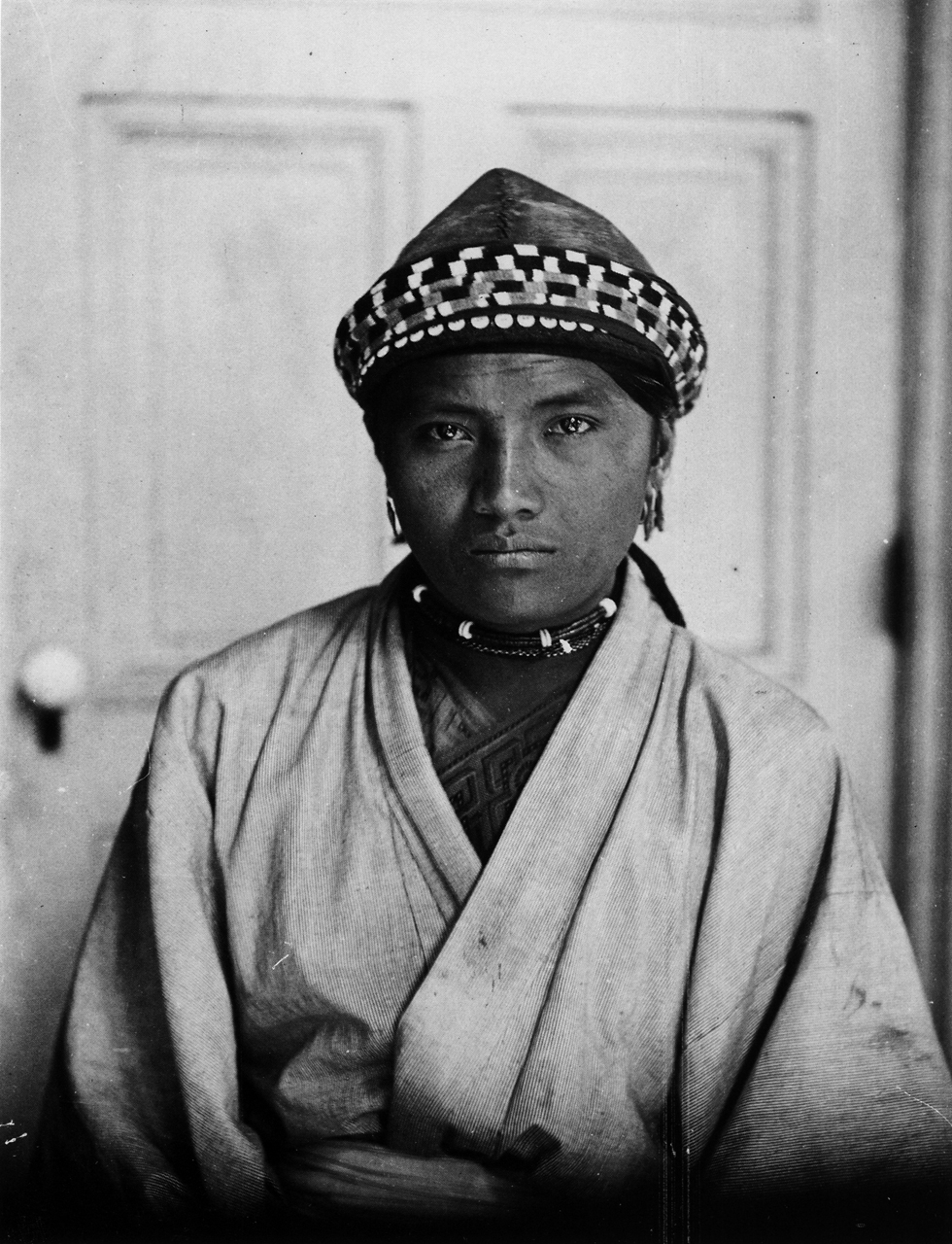
Häuptling der Rukai bei einem Besuch in der Anthropologischen Abteilung der kaiserlichen Universität Tokios

Nach dem Ende des ersten chinesisch-japanischen Krieges 1894/95 musste China die Insel im Vertrag von Shimonoseki an Japan abtreten. Die gegen den Vertrag protestierende Bevölkerung gründete mit der „Demokratischen Nation Taiwan“ eine unabhängige, Qing-loyale Republik. Die Japaner schlugen diese erste Republik nach 184 Tagen nieder und begannen eine 50-jährige Kolonialherrschaft (1895–1945). Sie verfolgten eine systematische wirtschaftliche Erschließung Taiwans.
Die japanische Kolonialverwaltung brachte auch die Bergstämme unter ihre Kontrolle und richtete Schulen und Polizeistationen in ihren Dörfern ein. Obwohl die Japaner ethnologische und anthropologische Untersuchungen bei den Indigenen durchführen ließen, griffen sie mit dem Verbot der Kopfjagd und des Schamanismus sowie Umsiedlungen tief in die Kultur dieser Stämme ein und veränderten dadurch die kulturelle Praxis. Die japanische Kolonialverwaltung versuchte ihrerseits, den Shintō einzuführen. Sie zwang die eroberten Völker zu einer ordnungsgemäßen Lebensweise. Straßen und Eisenbahnen wurden gebaut, um das Land besser zu erschließen. Trotz all dieser Anstrengungen kam es 1930 zum Wushe-Zwischenfall, einem blutigen Aufstand des Stammes der Sediq, und als Antwort darauf zu Massakern durch die Japaner. Die Kolonialverwaltung ging schließlich zu einem System mit stacheldrahtumzäunten Reservationen über. Während des Zweiten Weltkrieges wurden Männer der indigenen Stämme Taiwans (insbesondere der Amis) in die japanische Armee eingezogen, zudem war die Insel ein Ziel alliierter Bombenangriffe.

## Taiwan als Republik China

### Chinesischer Bürgerkrieg

Offizielle Übergabe Formosas durch Japan an die Republik China am 25. Oktober 1945. Im Hintergrund die Flaggen der vier Siegermächte (v. l. n. r.): Sowjetunion, Vereinigte Staaten, Republik China, Vereinigtes Königreich

Während des Zweiten Weltkrieges kündigte die Kuomintang alle Verträge mit Japan auf und die Rückeroberung Taiwans wurde ein Kriegsziel. Auf der Konferenz von Kairo 1943 wurde in der gemeinsamen Erklärung vom 1. Dezember 1943 die Rückgabe Taiwans, der Mandschurei und der Pescadoren an die Republik China auch eine Forderung der Alliierten. Nach der Kapitulation Japans wurde die Insel Taiwan samt Pescadoren offiziell am 25. Oktober 1945 in die Verwaltung der Republik China übergeben und der chinesische General Chen Yi (陳儀) übernahm das Amt des Generalgouverneurs. Einen offiziellen Verzicht auf Taiwan und Penghu sprach Japan allerdings erst 1952 im Vertrag von Taipeh aus.  In der Folgezeit wurde der 25. Oktober als „Rückübertragungstag“ (光復節,  Guāngfù Jié) ein inoffizieller Gedenktag in der Republik China auf Taiwan.
Nach der Kapitulation Japans besetzten Kuomintang-Truppen die Insel. Da Taiwan unter japanischer Herrschaft einen erheblichen wirtschaftlichen Aufschwung erlebt hatte, waren die Lebensbedingungen besser als auf dem kriegsverwüsteten Festland. Dies und der Umstand, dass viele Taiwaner in der japanischen Armee gekämpft hatten, sorgte in der Kuomintang-Verwaltung für Missverständnisse. Japanische Besitztümer wurden beschlagnahmt und auf das Festland geschafft; die Verwaltung war korrupt. Die wirtschaftlichen Verhältnisse verschlechterten sich dramatisch, so dass sich ein reger Schwarzmarkthandel auf der Insel entwickelte, dem die Kuomintang mit der Einrichtung eines Monopolamtes begegnete.
Zwischenfall vom 28. Februar

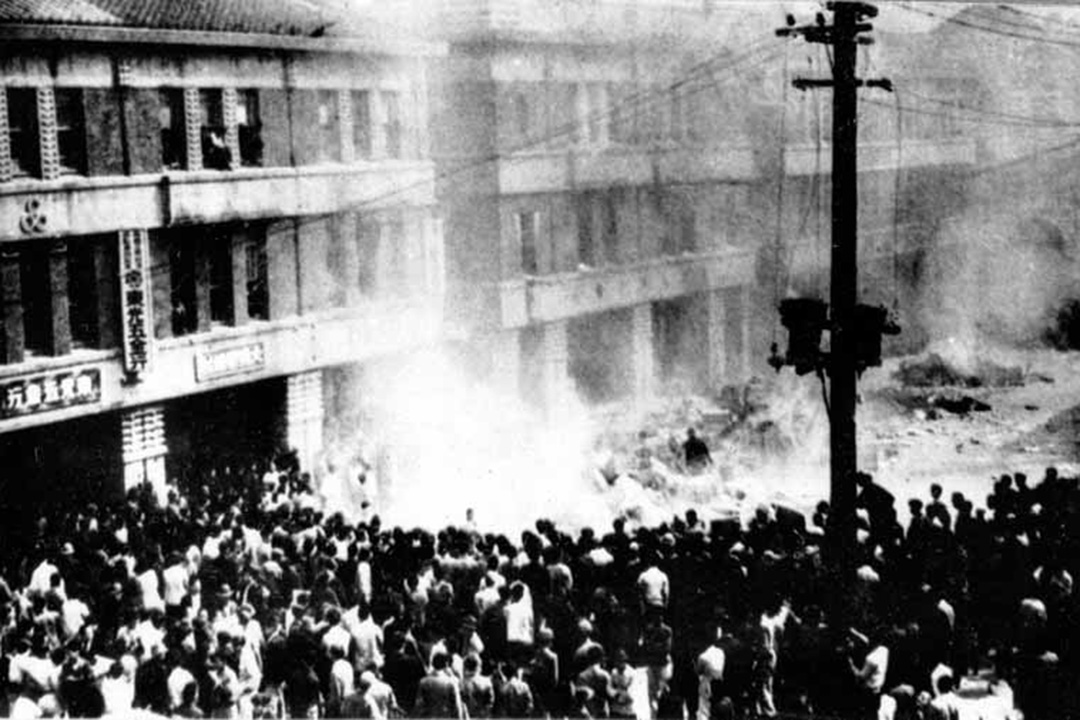
Aufgebrachte Taiwaner stürmen während des Zwischenfalls vom 28. Februar das Büro des Monopolamtes

Nachdem am Abend des 27. Februars 1947 zwei Beamte des Monopolamtes eine Straßenverkäuferin zusammengeschlagen hatten, kam es zu einem Menschenauflauf. Die Beamten schossen in die Menge und töteten einen Taiwaner. Am darauf folgenden Tag kam es zu einem Aufstand in Taiwan. Das Kriegsrecht wurde verhängt. Den Aufständischen gelang es, zum Teil die Kontrolle über die Insel zu gewinnen und eine Selbstverwaltung zu organisieren. Truppen der Kuomintang schlugen jedoch nach einigen Wochen den Aufstand nieder und es kam zu einer als „Weißer Terror“ (Báisè Kǒngbù) benannten Gewaltwelle gegen die taiwanische Bevölkerung, der nach heutigen Schätzungen um die 30.000 Menschen zum Opfer fielen.
Im April 1947 wurde die Militärregierung durch eine zivile Regierung abgelöst, der auch Einheimische angehörten.

### Konsolidierung auf Taiwan und Aufbau eines neuen Staatswesens

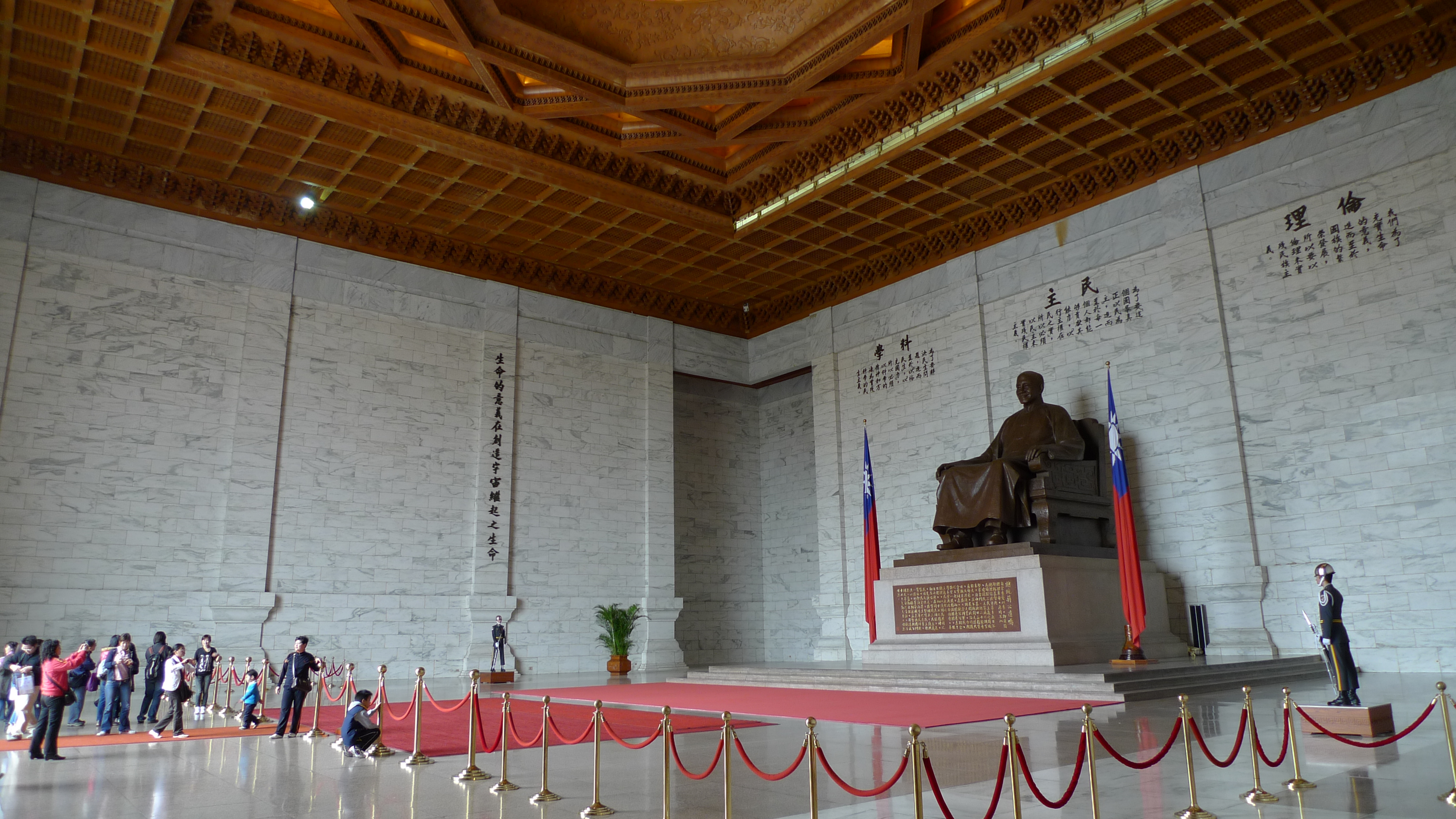
Im Inneren der Chiang-Kai-shek-Gedächtnishalle in Taipeh

1949 bildete Taiwan den Rückzugsort für 1,2 Millionen Anhänger der Kuomintang unter Generalissimus Chiang Kai-shek nach der Niederlage gegen die Kommunisten unter Führung Mao Zedongs, der infolgedessen die Volksrepublik China ausrief.
Taiwan wurde somit, neben zahlreichen kleineren Inseln, zum alleinigen Hoheitsgebiet der Republik China. 1950 wurde Hainan von den Kommunisten erobert. Die Kuomintang beherrschte das Land bedingt durch die besondere Konstruktion des Parlaments bis 1992 als Einheitspartei. Zusammen mit Hunderttausenden Soldaten der Kuomintang-Armee kamen auch zahlreiche Angehörige der ehemaligen Elite der alten Republik China, darunter auch viele Wissenschaftler, Ingenieure und Intellektuelle, nach Taiwan. Diese bildeten die neue gesellschaftliche Elite Taiwans und waren ein entscheidender Faktor beim schnellen Aufstieg Taiwans vom armen Agrarland zum modernen Industriestaat in den folgenden Jahrzehnten. Trotz des repressiven politischen Regimes, das durch die allgegenwärtige Angst vor einem kommunistischen Umsturz motiviert war, veranlasste die Kuomintang-Regierung wichtige wirtschaftliche und soziale Reformen, die die Entwicklung des Landes voranbrachten. Das Frauenwahlrecht wurde 1953 eingeführt.
Ab 1953 trieb Premierminister Chen Cheng eine Landreform voran, in deren Rahmen 139.000 Hektar Land bis 1975 an 268.000 Kleinbauernfamilien verteilt wurden, die damit erstmals zu Eigentümern des von ihnen bisher gepachteten Landes wurden. Die Reisernten konnten von 1949 bis 1960 um 50 % gesteigert werden und das durchschnittliche Einkommen der Bauern verdreifachte sich. Zugleich wurde staatlicherseits eine systematische Industrialisierung des Landes betrieben. Seit den 1950er Jahren erzielte Taiwan eine lange anhaltende Phase des Wirtschaftswachstums, wobei mit der Zeit immer komplexere Güter hergestellt wurden. Anfangs waren die industriell hergestellten Exportgüter Textilien und einfache Plastikprodukte, später dann Chemieprodukte, Fahrräder etc. und zuletzt hochkomplexe Produkte wie Halbleiter und Computerzubehör. Das Bildungssystem wurde ebenfalls stark ausgebaut und zahlreiche Hochschulen und Universitäten wurden gegründet.

### Beginnende Liberalisierung und Demokratisierung

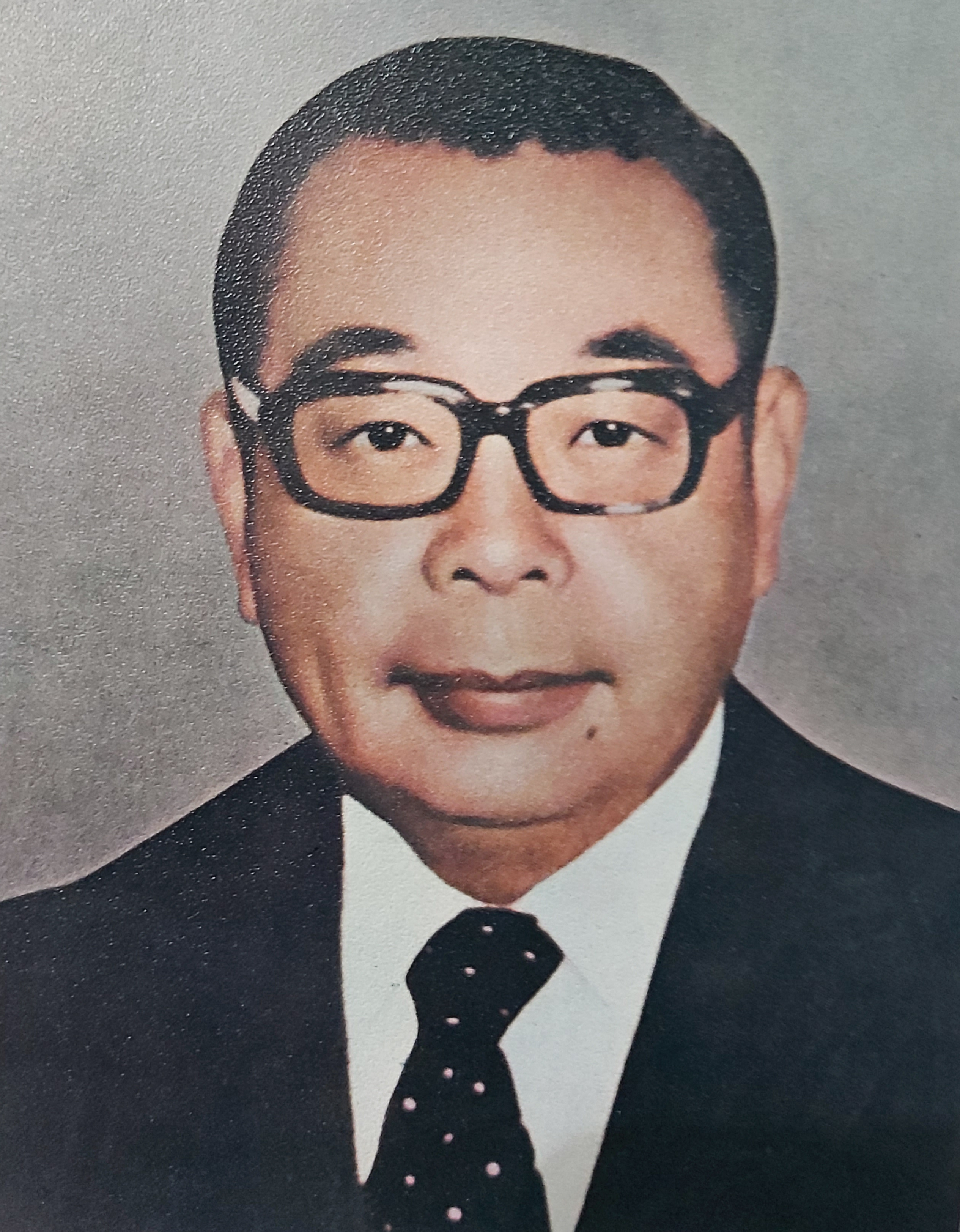
Chiang Ching-kuo als Präsident

Nach dem Tod von Chiang Kai-shek im Jahr 1975 wurde sein Sohn Chiang Ching-kuo Staatspräsident. Es erfolgte eine zunehmende innenpolitische Liberalisierung und oppositionelle Forderungen nach einer Reform des politischen Systems wurden immer drängender (Proteste in Zhongli 1977, Kaohsiung-Vorfall 1979). Parallel dazu geriet der Staat in eine schwere außenpolitische Krise, nachdem die Republik China in Folge der Resolution 2758 der UN-Generalversammlung 1971 zugunsten der Volksrepublik China aus den Organisationen der Vereinten Nationen herausgedrängt worden war und 1979 sogar die Vereinigten Staaten, die langjährige Schutzmacht Taiwans, diplomatische Beziehungen zur Volksrepublik China aufgenommen und die offiziellen diplomatischen Beziehungen zu Taiwan abgebrochen hatten (Taiwan Relations Act). Die Kuomintang-Regierung erkannte die Notwendigkeit von inneren Reformen. Die Notstandsgesetze wurden sukzessive aufgehoben und 1987 auch der seit 1949 andauernde Ausnahmezustand beendet. Seit 1987 war auch die Gründung von neuen politischen Parteien erlaubt. Zur stärksten Oppositionspartei entwickelte sich schnell die Demokratische Fortschrittspartei (DPP), die eine vollständige Demokratisierung Taiwans forderte und im Unterschied zur Kuomintang das Wiedervereinigungsgebot mit dem chinesischen Festland ablehnte. 1988 wurde auch das bislang bestehende Verbot der Neugründung von Zeitungen aufgehoben.
1991 wurden die seit 1946 im Amt befindlichen, noch in Festlandchina gewählten Abgeordneten der Nationalversammlung in Pension geschickt und eine neue Nationalversammlung demokratisch gewählt. 1992 fand die erste freie und allgemeine Parlamentswahl in Taiwan statt. Eine Verfassungsänderung führte die Direktwahl des Präsidenten durch das Volk anstelle der bisherigen Wahl durch die Nationalversammlung ein. 1996
fand die erste direkte Präsidentschaftswahl statt, die vom bisherigen Amtsinhaber Lee Teng-hui (KMT) gewonnen wurde. Die Volksrepublik China versuchte im Vorfeld der Wahl durch Militärmanöver in der Taiwanstraße die Wahl ihrem Sinne zu beeinflussen, und löste damit die sogenannte Dritte Taiwanstraßenkrise aus.

### Die Präsidentschaft Chen Shui-bians (2000–2008)

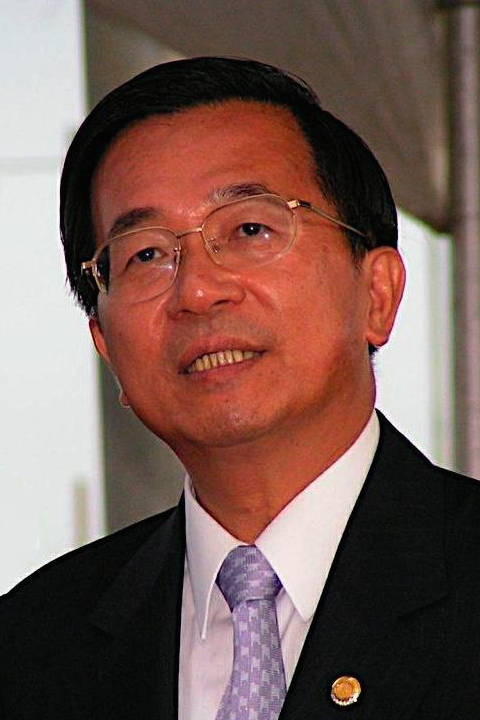
Chen Shui-bian, der erste Präsident aus den Reihen der DPP

Im Jahr 2000 wurde mit Chen Shui-bian von der Demokratischen Fortschrittspartei erstmals ein Politiker zum Präsidenten gewählt, der nicht der seit 1945 regierenden Kuomintang angehörte. Spätestens seit diesem Zeitpunkt kann Taiwan als vollständig entwickelte Demokratie bezeichnet werden. Zeitgleich lässt sich eine Entwicklung zu einer immer stärker werdenden taiwanischen Identität feststellen, wobei sich immer weniger Einwohner in erster Linie als Chinesen sehen.
Chen Shui-bian fand eine stark polarisierte Gesellschaft vor. Seine Gegner warfen ihm vor, dass er nicht ausreichend demokratisch legitimiert sei, da er die Präsidentschaftswahl 2000 mit nur 39,3 % der Stimmen gewonnen hatte. Im Parlament, dem Legislativ-Yuan, sah sich Chen einer Mehrheit der sogenannten pan-blauen Parteien unter Führung der Kuomintang gegenüber, die seine Politik zu blockieren versuchten. Zum anderen konnte er die Maximalwünsche der DPP-Anhänger, die eine vollständige Unabhängigkeitserklärung Taiwans und eine offizielle Aufgabe des Wiedervereinigungsgebots mit dem Festland forderten, nicht erfüllen, auch weil er sich starkem außenpolitischen Druck seitens der Vereinigten Staaten ausgesetzt sah, die Konflikte mit der Volksrepublik vermeiden wollten.

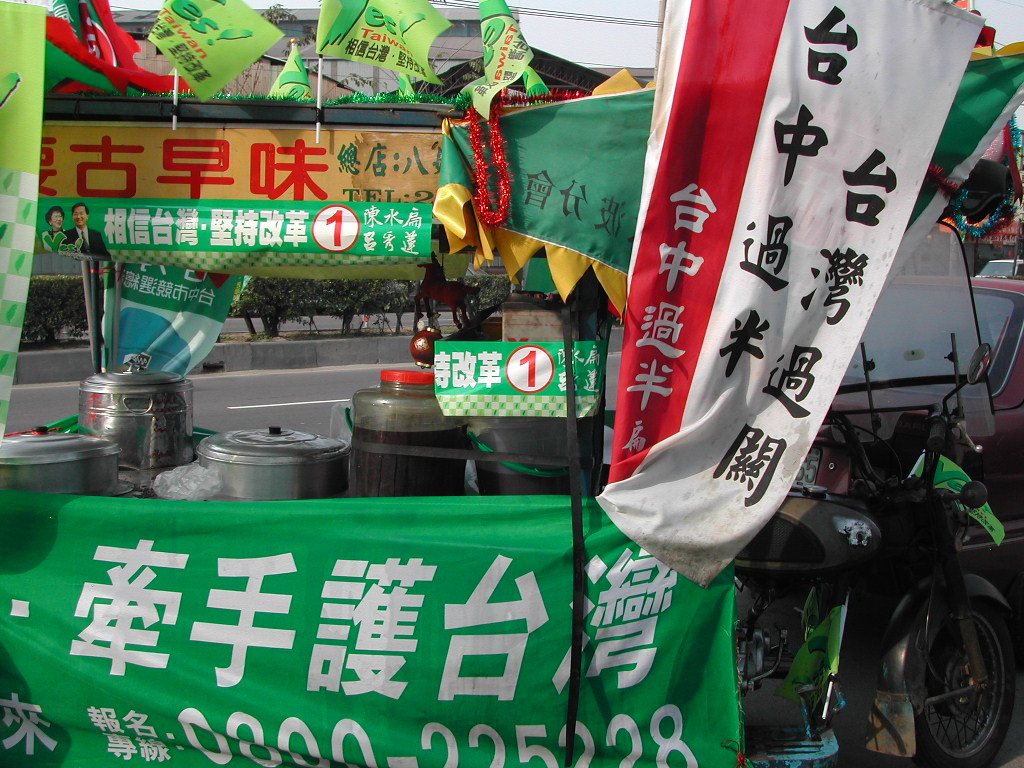
Wahlkampfstand zur Präsidentschaftswahl 2004

Chen verzichtete daher auf die offizielle Unabhängigkeitserklärung und unternahm nur vorsichtige, mehr symbolische Schritte in diese Richtung.
Bei der Präsidentenwahl 2004 siegte Chen mit seiner Vizepräsidentschafts-Kandidatin Annette Lu mit knapper Mehrheit von 50,11 % über die Gegenkandidaten des pan-blauen Lagers. Während seiner zweiten Amtszeit wurde die Verwicklung Chens in einen Korruptionsskandal offenbar, und das Ansehen des Präsidenten fiel ins Bodenlose. Massendemonstrationen („Eine Million Stimmen gegen Korruption, Präsident Chen muss gehen“) forderten den sofortigen Rücktritt des Präsidenten, dessen Regierung durch den Skandal politisch handlungsunfähig wurde.

### Die Präsidentschaft Ma Ying-jeous (2008–2016)
Aufgrund der extremen Unpopularität Chen Shui-bians erlitt seine Partei, die DPP, bei der Wahl des Legislativ-Yuans 2008 und der Präsidentenwahl 2008 schwere Niederlagen. Die Kuomintang gewann eine Zweidrittelmehrheit der Mandate im Legislativ-Yuan und der KMT-Kandidat Ma Ying-jeou wurde mit großer Mehrheit zum Präsidenten gewählt. Ex-Präsident Chen Shui-bian wurde der Korruption im Amt angeklagt, schuldig gesprochen und zu einer langjährigen Haftstrafe sowie hohen Geldbuße verurteilt. Das Verfahren war politisch sehr umstritten. Chens Anhänger mutmaßten eine politische Racheaktion der Kuomintang-Regierung. Aufgrund seiner schlechten Gesundheit wurde Chen schließlich im Januar 2015 wieder aus der Haft entlassen. Während Mas Präsidentschaft kam es zu einer weiteren Annäherung an die Volksrepublik China mit einer Intensivierung der wirtschaftlichen und politischen Beziehungen. 2012 wurde Ma wiedergewählt. In seiner zweiten Amtszeit kam es zu zunehmenden Protesten, da viele die Annäherung an die Volksrepublik als zu weitgehend empfanden und einen schleichenden Verlust der taiwanesischen Souveränität fürchteten. Während der Sonnenblumen-Bewegung im März/April 2014 besetzten protestierende Studenten das Parlamentsgebäude des Legislativ-Yuan und räumten es erst nach Zugeständnissen der Regierung. In den Meinungsumfragen der Jahre 2015 und 2016 machte sich eine zunehmende Wechselstimmung bemerkbar.

### Die Präsidentschaft Tsai Ing-wens ab 2016
Die Präsidentenwahl im Jahr 2016 wurde deutlich von der DPP-Kandidatin Tsai Ing-wen gewonnen. Bei der parallel stattfindenden Wahl des Legislativ-Yuans gewann die DPP erstmals auch die Mehrheit der Mandate, so dass sich die anschließend gebildete Regierung der neu gewählten Präsidentin auf eine breite parlamentarische Rückendeckung stützen konnte. Die folgenden Jahre waren von einer Verschärfung der Spannungen mit der Volksrepublik China gekennzeichnet. Diese versuchte Taiwan weiter diplomatisch zu isolieren und erreichte, dass mehrere Staaten die bisherigen diplomatischen Beziehungen zu Taiwan abbrachen (Sao Tome and Principe 2016, Panama 2017, Dominikanische Republik, Burkina Faso und El Salvador 2018, Nicaragua 2021). Bei der Präsidentenwahl 2020 war Tsai erneut erfolgreich und ihre Partei, die DPP, gewann bei der Wahl des Legislativ-Yuans 2020 trotz deutlicher Stimmenverluste erneut die Mandatsmehrheit.